# Prodasineura peramoena
Prodasineura peramoena är en trollsländeart som först beskrevs av Harry Hyde Laidlaw, Jr. 1913.  Prodasineura peramoena ingår i släktet Prodasineura och familjen Protoneuridae. IUCN kategoriserar arten globalt som otillräckligt studerad. Inga underarter finns listade i Catalogue of Life.